# Cancer testicular
Cancerul testicular este o boală a testiculului, care, nediagnosticată și netratată din timp se poate generaliza. El apare atunci când se dezvoltă în parenhimul (țesutul) testicular celule anormale, cu potențial de reproducere crescut-haotic, iar organismul nu este capabil să limiteze prin procese fiziologice această creștere.

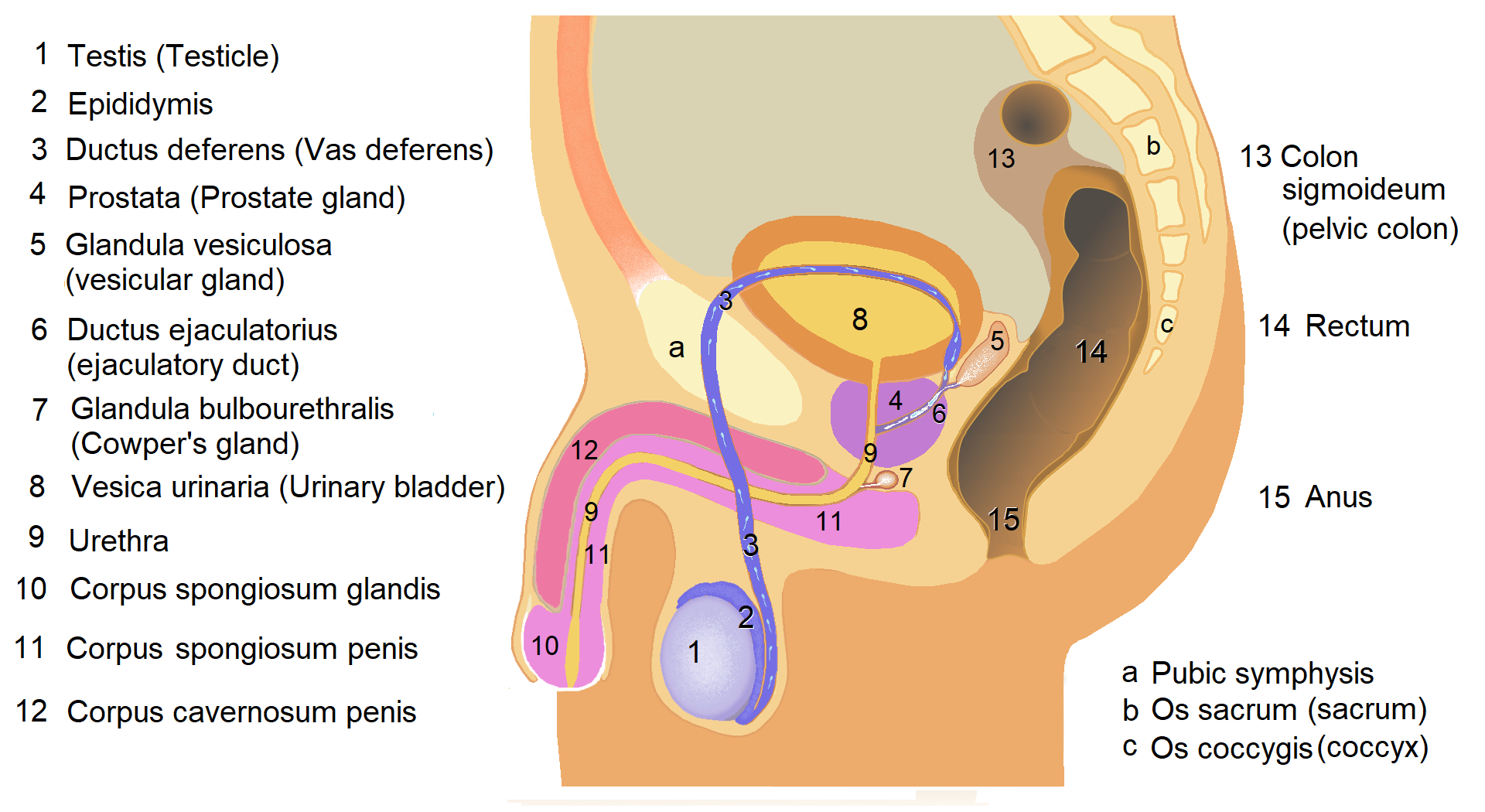
Sistemul reproducător masculin uman și structurile adiacente

## Anatomie
Testiculele sunt două glande cu excreție mixtă, internă (testosteronul) și externă, care aparțin organelor genitale masculine și, în care se produc spermatozoizii (celulele mobile de reproducere masculine) și sperma. Acestea sunt localizate în sacul scrotal, inferior penisulului.

## Cauzele cancerului testicular
Cauza exactă a cancerului testicular este necunoscută.
Factori susceptibili pot fi:
- criptorhidia (testicul necoborât în scrot) -- în mod normal testiculele coboară în scrot în apropierea nașterii fătului masculin sau în primele 3 luni după naștere. Explicatia este că testiculul necoborât in scrot la timp stă la o temperatură mai crescută decât în mod normal;
- hernia inghinală;
- infertilitatea;
- antecedente familiale de cancer testicular;
- sindromul Klinefelter, o boală genetică, în care organismul mascul are unul dintre cariotipurile: 47, XXY; 48, XXXY; 49, XXXXY; 48, XXYY; 49, XXXYY, sau mozaicuri genetice: cu două linii celulare - 46, XX/47, XXY; 46, XY/47, XXY; 46, XY/47, XYY; 46, XY/48, XXXY; 47, XXY/47, XYY; cu trei linii: 45, X/46, XY/47, XXY; 46, XX/46, XY/47, XXY; 46, XY/47, XXY/48, XXXY; cu patru linii: 47,XXY/48,XXXY/ 49,XXXXY /50,XXXXXY;
- sindromul „supermasculului”, o boală genetică, în care organismul mascul are unul dintre cariotipurile 47, XYY; 46, XY/47, XYY (in mod normal bărbații au un cromozom X și unul Y);
- cancerul testicular provocat de iradierea zonei respective cu cantități dăunătoare de radiații cu potențial patologic.
Deși aceste condiții pot crește riscul pentru această boală, ele nu sunt obligatorii și nici nu stau la baza apariției majoritatății cancerelor testiculare.

## Simptomele
Simptomele pot include unul sau mai multe dintre semnele de mai jos:
- în majoritatea cazurilor, primul semn al bolii este o modificare de volum sau formă a unuia sau a ambelor testicule -- în mod normal ele nu sunt identice ca mărime, dar în cancerul testicular poate apărea o scădere sau o creștere până la de trei ori a volumului;
- o tumefiere sau/și o formațiune chistică în unul sau ambele testicule;
- senzația de greutate în scrot;
- senzația de jenă dureroasă în abdomenul inferior, în zona inghinală sau în partea inferioară a spatelui, lumbago;
- scăderea libidoului (apetitului sexual);
- apariția de lichid în punga scrotală;
- apariția de urme de sânge în lichidul seminal;
- stare de oboseală, de slăbiciune generală.
- durere din senin de intensitati diferite ce răspund inghinal. În unele cazuri, pacientul nu își da seama de o schimbare de formă sau mărime a testicului afectat.

## Diagnostic, investigații
În cele mai multe cazuri apariția de anomalii la testicule sunt descoperite prin autoexaminare sau la examenul general de rutină efectuat de medicul curant. 
Dacă se suspectează cancerul testicular, se vor efectua următoarele investigații:
- ecografia testiculară: poate fi utilă în eliminarea altor cauze de tumefiere sau durere testiculară, înaintea extirpării chirurgicale a testiculului, etc.;
- examinarea aspectului și consistenții testiculare în direct, prin deschiderea unei butoniere pe punga scrotală;
- testele serologice de laborator sunt efectuate pentru determinarea titrului marker-ilor tumorali in sânge. Nu există un test de laborator specific pentru cancerul testicular. Marker-ii tumorali apar în torentul circulator dacă este prezentă o tumoare in organism, dar și în mod normal deci, doar o creștere bruscă a titrului poate fi indicativă. Titrul marker-ilor tumorali este monitorizat în toate stadiile de tratament al cancerului testicular și ca urmărire în timp, pentru a prenîtâmpina o revenire a bolii.
Biopsia testiculară ar fi putut să fie decisivă în diagnosticarea bolii dar este contraindicată datorită pericolului de infestare scrotală cu celule canceroase.
Ca diagnostic diferențial se vor avea în vedere:
- epididimita;
- epididimoorhita;
- hematocelul;
- varicocelul.

Între 90%-100% din cazuri, cancerul testicular nu dă metastaze.

## Tratament
Orhiectomia (extirparea chorurgicală a testiculului bolnav) se va executa dacă examenul palpatoriu si ecografia testiculară  confirmă cancerul testicular. În cazuri de generalizare a bolii se va proceda și la chimioterapie și radioterapie, în concordanță cu protocoalele de tratament existente în literatură.

## Epidemiologie
Deși rar, cancerul testicular este mai frecvent la bărbații între 15 și 34 de ani și deși are o incidență de 0,4% este cel mai frecvent dintre cancere la acest grup de risc. 

### Prevalență și distribuție
Din motive neelucidate cancerul testicular apare cu deosebire, la rasa albă („caucaziană”), fiind foarte rar la africani și asiatici..
Comparativ cu anii 1960 incidența cancerului testicular în lume s-a dublat, cu un coeficient de prevalență foarte crescut în Scandinavia, Germania și Noua Zeelandă.
În Statele Unite se notează o incidență de 7 500 - 8 000 de cazuri noi de cancer testicular pe an, cu o mortalitate de 400.
El este considerat ca fiind unul din cele mai curabile forme de cancer, mai ales când este detectat din timp.

## Profilaxie
Unii medici recomandă bărbaților intre 15 si 40 de ani autoexaminarea lunară a testiculelor. Alții recomandă această metodă numai celor cu risc crescut de cancer testicular, după o îndrumare adecvată, suplimentar la examinări periodice de câtre medicul specialist, deoarece modificări nedureroase pot trece neobservate la autoexaminare. 

## Clasificări
Deși boala poate proveni de la fiecare dintre celulele din testicul, peste 95% din cazuri au ca sursă celulele germinale (germ cell tumor). Celelalte 5 procente sun date de calulele Leyding - Sertoli.
După extirpare, tumoarea va fi clasificată de către patolog conform cu «Clasificarea tumorilor maligne» (TNM Classification of Malignant Tumors) publicată de «American Joint Committee on Cancer - AJCC».
Clasificarea cuprinde următoarele stagii:
I - tumoare localizată la nivelul testiculului;
II - tumoare testiculară cu metastaze retroperitoneale și/sau la nodulii limfatici paraaortici, sub diafragma urogenitală;
III - metastazele interesează și nodulii limfatici paraaortici supra diafragmatici și retroperitoneali;
IV - metastaze secundare hepatice și/sau pulmonare.

### Clasificare histologică
După extirpare, tomoarea testiculară poate fi clasificată histologic, în funcție de frecvență, ca mai jos:
- 40% tumori combinate -- în majoritate, teratome plus altele;
- 35% seminome (germinome testiculare);
- 20% embryonal carcinoma;
- 5% teratome pure;
- <1% coriocarcinome și gonadoblastome;
- de menționat și germinome intratubulare.
Tumorile celulelor Sertoli-Leydig (Sertoli-Leydig cell tumor) sunt, în majoritate, benigne (necanceroase).

#### Cancere de testicul secundare
- Limfoma;
- infiltrații leucotice testiculare;
- tumori metastatice.

## Calitatea vieții după testectomie
Pacientul cu un testicul extirpat poate duce o viață normală, funcțiile excretorii (testosteron) și de reproducere fiind preluate în întregime de câtre testiculul sănătos
. Totuși, datorită posibilității de extirpare bilaterală, sau de tratament radio sau chimoterapic se vor lua măsuri de prevenire, precum prelevare de rezerve de spermă, la o bancă de spermă și de monitorizare a testosteronului. Dacă s-a procedat la castrare (eliminarea ambelor testicule), care este necesară în mai puțin de 5% din cazuri, tratamentul hormonal va păstra calitățile masculine ale pacientului și calitatea normală a vieții, cu excepția infertilității.